# 加波岛
加波岛（：／ Gapa do */?）是一个属于韩国济州特别自治道的岛屿，位于济州岛和马罗岛之间。人口約245人。盛產青稞。面积0.84平方千米，是马罗岛的三倍。最高峰約20m。在1653年荷兰船只斯佩维尔号遭遇海难漂流到了此岛，船长亨德里克·哈默尔记载下了这个岛屿。

## 歷史
1981年4 月1日，行政區劃分離馬羅島。

## 設施
- 加波小學
- 加波健康診所
- Hoeul公園
- 濟州第10-1號偶來小路

## 交通
只能搭乘船隻前往。
1. ↑  .   [2019-12-01]. （原始内容存档于2019-11-21）.